# سيديليزوماب
سيديليزوماب هو جسم مضاد وحيد النسيلة يؤثر على الجهاز المناعي. الاستخدامات الممكنة قد تكون في زراعة الأعضاء لمنع رفض الطعم، وعلاج أمراض المناعة الذاتية.